# 빌헬름 코페
빌헬름 코페(Wilhelm Koppe, 1896년 6월 15일 ~ 1975년 7월 2일)는 나치 친위대 (SS)의 장군으로, 제2차 세계 대전 후반에 폴란드 총독부 영내의 친위대와 경찰 지도자를 맡았다. 최종 계급은 SS대장 (SS-Obergruppenführer), 무장 친위대 장군 (General der Waffen-SS) 및 경찰 장군 (General der Polizei)이다.

## 약력
코페는 힐데스하임 (Hildesheim)에서 법원 집달관의 아들로 태어났다. 1914년 독일 육군에 입대해 제1차 세계 대전에 참전했으며, 1급 철십자장과 전상장 (Verwundetenabzeichen) 흑장을 수여받았다. 군에서의 최종 계급은 예비역 중위였으며, 전후 군대를 떠나 사업을 시작하였다.
1930년 민족사회주의 독일 노동자당에 들어갔고, 그 이듬해 돌격대 (SA) 에 입대하였다. 1932년에는 친위대 (SS) 에도 입대했으며, 1933년 나치당의 국회의원이 되었다. 각지의 친위대 지방 조직을 전전하고, 1935년 11월부터 1936년 9월까지 친위대 상급 지구 ( SS-Oberabschnitt) 슈프레 (본부 베를린)의 막료장 (Stabführer) 이 되었고, 그 후 1939년 10월까지 친위대 상급 지역 엘베 (본부 드레스덴)의 보안 경찰 감찰 (Inspekteur der SiPo, IdS) 을 역임, 드레스덴과 작센 주의 게슈타포를 지휘하였다.
1939년 10월부터 폴란드 침공 이후에 독일에 편입된 폴란드 영토에 설치된 친위대 상급 지구 바르타 (Warta)의 지도자, 바르타 친위대 및 경찰 지도자 (SS und Polizeiführer) (본부 포젠 (Posen), 지금의 포즈난) 에 임명되어 1943년 11월까지 이 직위에 있었고, 1943년 10월부터 1945년 4월에 걸쳐 프리드리히 빌헬름 크뤼거 (Friedrich Wilhelm Krüger) 친위대 대장을 대신해 동부 친위대 및 경찰 지도자 (본부 크라카우, 지금의 크라쿠프) 로 활동하였다.
코페는 전황이 악화되는 가운데, 총독부 영내의 3만명의 결핵환자의 처형을 단행했으며, 또 격화되는 레지스탕스 활동을 억제하기 위해 레지스탕스 활동을 한 사람의 남성 가족은 처형, 여자 보조자 가족은 강제수용소에 보내기로 결정하였다. 1944년 7월 크라카우에서 폴란드 지하 조직이 코페의 암살을 시도했으나 실패하였다.
독일 패전 후에는 가명을 쓰며 본의 초콜릿 공장에서 이사 직을 맡고 있었으며, 1960년에 체포되었으나 1962년에 보석으로 풀려났다. 코페에 대한 재판은 1964년 본에서 시작되어 14만 5000명 살인의 종범 (從犯) 용의로 기소되었으나, 건강 상태를 이유로 재판이 연기되어 1966년 본 재판소는 코페를 소추하지 않기로 결정하였다. 폴란드 정부는 코페의 범죄인 인도를 요구했으나, 독일연방공화국 (서독) 정부는 이를 거부하였다. 코페는 1975년 본에서 사망하였다.

## 참고 문헌
- Mark C. Yerger 「Allgemeine-SS」（Schiffer Pub Ltd）ISBN 978-0-7643-0145-2